# FK Vėtra
Az FK Vėtra, teljes nevén Futbolo Klubas Vėtra egy litván labdarúgócsapat Vilniusban, Litvániában. Jelenleg az A Lyga-ban szerepel.
A klubot 1996-ban alapították. Jelenlegi székhelyére Vilniusba 2003-ban költözött.

## Sikerei
- A Lyga 3. helyezett:2003, 2006, 2008

- Litván labdarúgókupa 2. helyezett:2003, 2005, 2008

## Litván bajnokság
| Szezon | Szint | Līga   | Helyezés    | web   |
| ------ | ----- | ------ | ----------- | ----- |
| 2003   | 1.    | A lyga | 3.          | [ 1 ] |
| 2004   | 1.    | A lyga | 5.          | [ 2 ] |
| 2005   | 1.    | A lyga | 4.          | [ 3 ] |
| 2006   | 1.    | A lyga | 3.          | [ 4 ] |
| 2007   | 1.    | A lyga | 5.          | [ 5 ] |
| 2008   | 1.    | A lyga | 3.          | [ 6 ] |
| 2009   | 1.    | A lyga | 2.          | [ 7 ] |
| 2010   | 1.    | A lyga | összeomlott | [ 8 ] |

## Az FK Vėtra nemzetközi szereplése
| Versenykiírás        | Mérk. | Gy | D | V | RG | KG |
| -------------------- | ----- | -- | - | - | -- | -- |
| UEFA-bajnokok ligája | 0     | 0  | 0 | 0 | 0  | 0  |
| UEFA-kupa            | 2     | 1  | 0 | 1 | 1  | 2  |
| KEK                  | 0     | 0  | 0 | 0 | 0  | 0  |
| Intertotó-kupa       | 16    | 6  | 2 | 8 | 21 | 30 |
| Összesen             | 18    | 7  | 2 | 9 | 22 | 32 |

| Évad      | Kupa           |              | Ellenfél         | Eredmények | Eredmények |
| --------- | -------------- | ------------ | ---------------- | ---------- | ---------- |
| 2004      | Intertotó-kupa | 1. forduló   | Narva Trans      | 3–0        | 1-0        |
| 2004      | Intertotó-kupa | 2. forduló   | Hibernian        | 1–1        | 1-0        |
| 2004      | Intertotó-kupa | 3. forduló   | Esbjerg fB       | 1–1        | 0-4        |
| 2005      | Intertotó-kupa | 1. forduló   | CFR Cluj         | 2–3        | 1–4        |
| 2006      | Intertotó-kupa | 1. forduló   | Shelbourne FC    | 0–1        | 0–4        |
| 2007      | Intertotó-kupa | 1. forduló   | Llanelli AFC     | 3–1        | 3–5        |
| 2007      | Intertotó-kupa | 2. forduló   | Legia Warszawa   | 2–0        | 3-0        |
| 2007      | Intertotó-kupa | 3. forduló   | Blackburn Rovers | 0-2        | 0-4        |
| 2008–2009 | UEFA-kupa      | Selejtezőkör | Viking FK        | 1–0        | 0–2        |

## Egykori meghatározó játékosok
- Clément Beaud
- Aidas Preikšaitis
- Andrius Skerla
- Darvydas Šernas
- Donatas Vencevičius

## Külső hivatkozások
- Hivatalos honlap
- Litván Labdarúgó-szövetség honlapja
- Klub profil az UEFA honlapján